# Тула (мотоцикл)
Тула ТМЗ-5.951, ТМЗ-5.952, ТМЗ-5.953 — мотоцикл виробництва СРСР і Росії. Випускався з 1984 по 1996 рік.

## Опис
Перші 100 моторолерів були виставлені на продаж в кінці 1984 року, а масове поширення мотоцикла довелося на 1986-1988 роки.
Це перший радянський позашляховий мотоцикл. «Тула» також став першим радянським мотоциклом, де були застосовані електростартер, примусове повітряне охолодження двигуна. Двигун узятий від моторолера «Туліца», робочий об'єм 200 см3. Вироблялося дві моделі мотоцикла: «5.951» (1984-1990) і «5.952» (з липня 1990). У новій моделі були ліквідовані багато конструктивні недоліки, на які скаржилися користувачі. Мотоцикл став легше на 3 кг, максимальна швидкість зросла з 85 до 90 км/год, а потужність - з 12,5 до 13 к.с. Бензобак став цілісним, в той час, як на моделі 5.951 бензобаків було два. Застосована нова вилка переднього колеса. Внесено безліч дрібних змін, що підвищили комфорт мотоцикла.
Мотоцикл був популярний серед сільських жителів, а також мисливців, рибалок. Відомі випадки далеких поїздок на «Тулі». Обсяги виробництва «Тул» становили 10-12 тисяч в рік. На початку 1990-х якість виготовлення «Тул» помітно впала, а після 1993 стали різко падати обсяги виробництва. Останні мотоцикли зійшли з конвеєра в 1996 році.